# Beaumont-cum-Moze
Beaumont-cum-Moze – civil parish w Anglii, w Esseksie, w dystrykcie Tendring. W 2011 civil parish liczyła 339 mieszkańców.